# Yvonne Vera
Yvonne Vera (Bulawayo, 19 de septiembre de 1964-Toronto, 7 de abril de 2005) escritora zimbabuense. 
Nacida en Rodesia del Sur, trabajó en los campos de algodón desde los ocho años cerca de la ciudad de Chegutu. Más tarde estudió literatura inglesa y viajó a Canadá donde se casó en 1987.
De vuelta en Zimbaue, fue nombrada en 1997 directora de la Galería nacional de Zimbabue en Bulawayo y regresó a Canadá en 2004 donde murió al año siguiente de SIDA.
Yvonne Vera utilizaba la tradición oral shona para vehiculizar un mensaje de resistencia ante la dominación blanca como autores como Wilson Katiyo, Chenjerai Hove o Charles Mungoshi.
En su obra trata temas como la violación, el incesto o el infanticidio resaltando la igualdad entre sexos tanto antes como después de la independencia de su país.

## Obra
- Why Don't You Carve Other Animals, 1992
- Nehanda, 1993
- Without a Name, 1994
- Under the Tongue, 1997
- Butterfly Burning, 2000
- The Stone Virgins, 2002